# Тераса травертинова

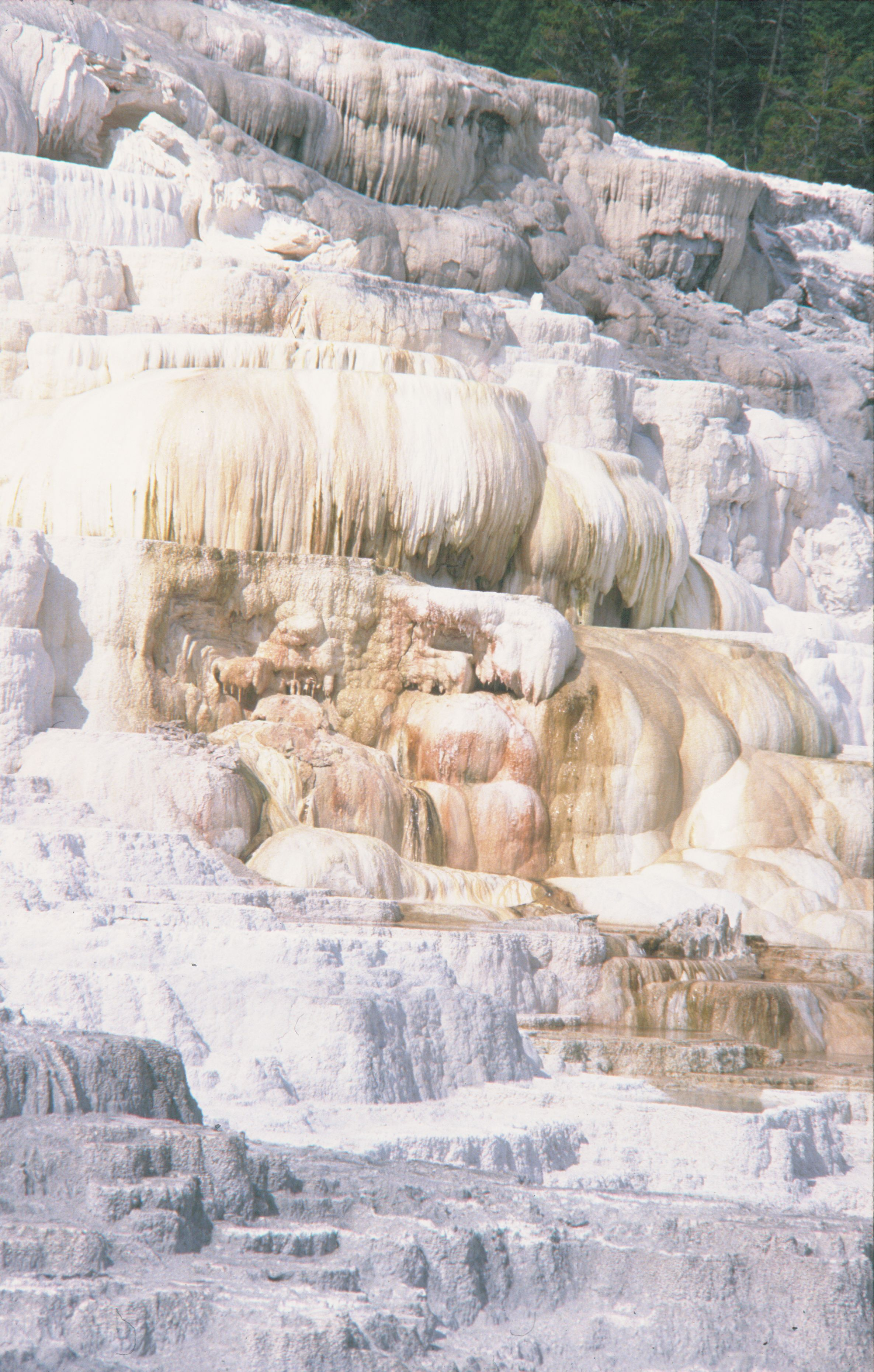
Травертинові тераси, Єллоустонський національний парк, США

Тераса травертинова (рос. терраса травертиновая, англ. travertine terrace, нім. Kalksinterrasse f) – тераса, складена натічними поверхнями, які ростуть зверху вниз і складені травертином. Виникає там, де потужні, часто гарячі, джерела витікають на пологих схилах і їх вода стікаючи вниз відкладає вапняковий туф (травертин). Останній і утворює терасу, яка має характерний “сходинковий” вигляд. Сходинки тераси відокремлені одна від одної валами з валками з вапнякового туфу. 
Приклади: тераси джерела Гарм-Чашма на південному заході Паміру та Мамонтових джерел у Йєллоустонському національному парку, США, зустрічаються в Новій Зеландії, на Камчатці.